# Sütterlinstube Hamburg

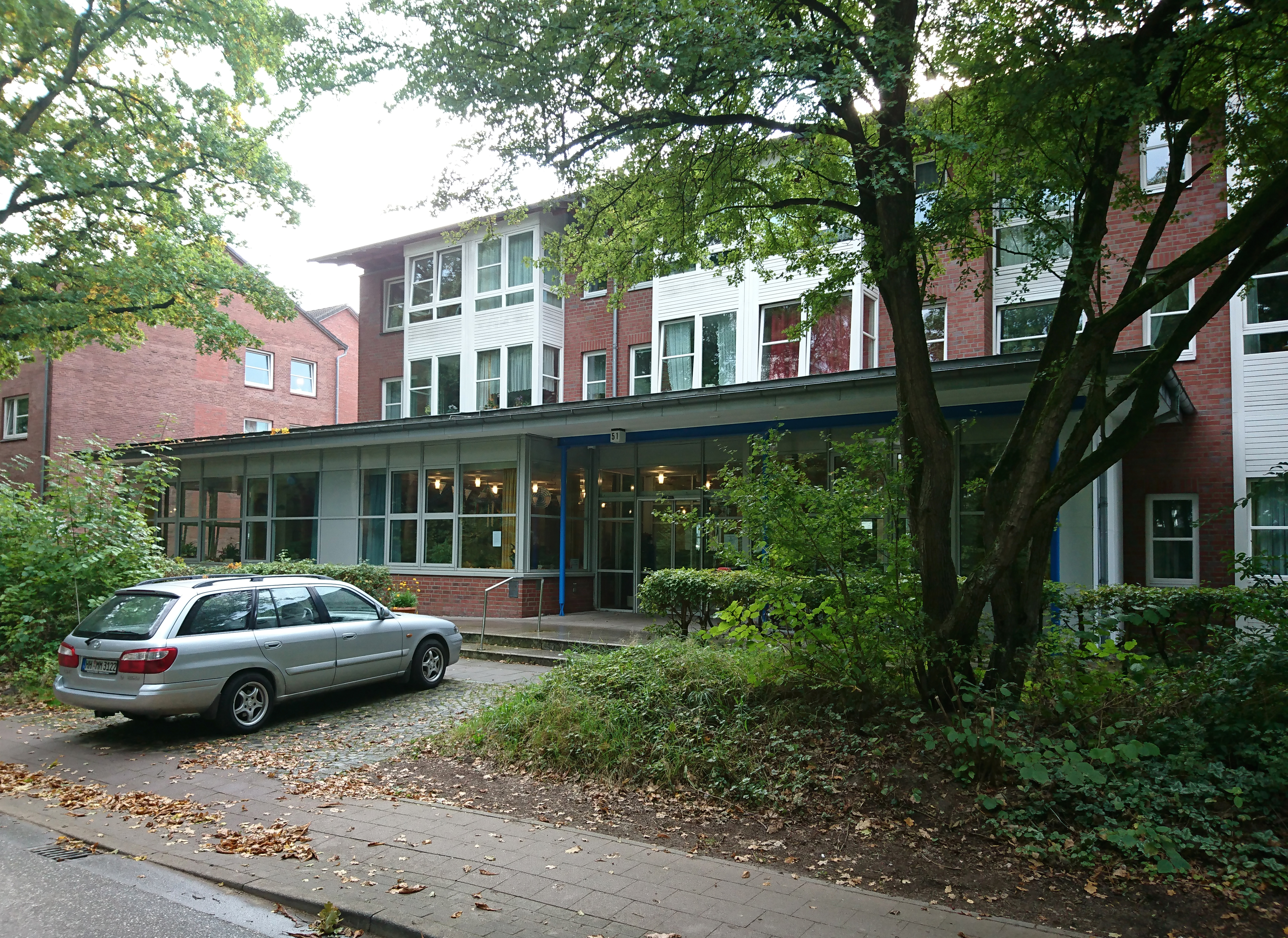
Altenzentrum Ansgar am Reekamp in Hamburg-Langenhorn, 2017

Die Sütterlinstube Hamburg ist ein Verein mit dem Ziel der Aktivierung der Fähigkeit, die deutsche Schrift zu lesen und zu schreiben. Er leistet Unterstützung bei der Transliteration von Texten aus der deutschen in die lateinische Schrift. Der Verein ist der erste und größte dieser Art in Deutschland. Der Name orientiert sich an der 1911 entstandenen Sütterlinschrift, die zur Zeit des Nationalsozialismus verboten wurde und daher für spätere Generationen nicht mehr lesbar war.

## Verein
Die Sütterlinstube Hamburg ist in der Rechtsform eines eingetragenen Vereins organisiert. Der Verein arbeitet ehrenamtlich, nimmt jedoch Spenden entgegen, die unter anderem für soziale Projekte und Förderungen verwendet werden. Die im Altenzentrum Ansgar am Reekamp 49–51 in Hamburg-Langenhorn ansässige Sütterlinstube existiert seit 1996 und wurde 2009 zum Verein mit anerkannter Gemeinnützigkeit. Neben Texten in der Sütterlinschrift wurden bisher von der Sütterlinstube Texte in der deutschen Kurrentschrift, in der deutschen Kanzleischrift und in der früher in Deutschland gebräuchlichen Kurzschrift Stolze-Schrey übertragen. Der Verein bietet zudem Kurse in Sütterlin an der Volkshochschule Hamburg-Ost an sowie einen Fernkurs in Sütterlin per E-Mail.

## Projekte
Eines der größten Projekte der Sütterlinstube bisher war die Übertragung der über 1.000 Briefe aus der Familie des Altonaer Landschaftsmalers Louis Gurlitt. Ein weiteres großes Projekt waren die 2.000 Manuskriptseiten in 10 Bänden der Chronik 1650–1911 der Familie Runge, zu der auch Daniel Nikolaus Runge, der Hamburger Kaufmann, Reeder und Lyriker Daniel Runge, der Hamburger Maler Philipp Otto Runge, der Hamburger Bildhauer Otto Sigismund Runge und der Pastor Daniel Runge gehörten. Hinzu kommen Tagebücher des Hamburger Malers Fritz Friedrichs, Familienbriefe des Malers und Kupferstechers Friedrich Wilhelm Delkeskamp und Gerichtsakten um unerlaubte Nachdrucke seiner Werke sowie Briefe und Abhandlungen des Landschaftsmalers Wilhelm Steinhausen, Briefe und Notizen des Malers und Bildhauers Bruno Piglhein, Briefwechsel des Malers Karl Friedrich Johann von Müller, Briefe des Malers Ludwig Blume-Siebert, Schriftwechsel des Hamburger Komponisten Oscar Fetrás mit der Wiener Komponistenfamilie Strauss, Schriftverkehr des Literaturwissenschaftlers und Philosophen Friedrich Theodor Vischer, Briefe und Texte des Publizisten und Schriftstellers August Adolph von Hennings, Briefe des Dichters August Thieme, Gedichtentwurf von Bettina von Arnim, Brief von Thomas Mann, Postkarte von Hermann Hesse, Tagebücher von Fritz Steuben, Korrespondenz von Kurd Laßwitz an Hanna Brier, seine Cousine und späte platonisch Muse, Brief von Sigmund Freud, Tagebücher des späteren Reichsführers der SS Heinrich Himmler und Briefe und Texte vieler weiterer bekannter und unbekannter Persönlichkeiten. Zu den Auftraggebern zählt auch das Internationale Maritime Museum Hamburg. Bis August 2017 wurden etwa 3500 Aufträge bearbeitet, die inzwischen aus der ganzen Welt kommen.
Die Sütterlinstube betreibt auch Förderprojekte. Unter anderem übernahm sie als Buchpatin die Restaurierungskosten für De Messias (niederländisch) von Friedrich Gottlieb Klopstock (drei Bände) und drei Kirchenansichten, für die ihr eine Urkunde von der Staats- und Universitätsbibliothek Hamburg verliehen wurde. Die Kirchenansichten waren eine Lithografie von F. I. Stock nach einer Zeichnung von Hermann Peter Fersenfeldt der Hauptkirche Sankt Jacobi aus dem Jahre 1825, eine Lithografie, die die Ruine des Hamburger Domes zeigt von ca. 1806 und eine kolorierte Zeichnung von Johann David Fritzsche aus dem Jahre 1761, die die ehemalige Altonaer Stadtkirche St. Trinitatis darstellt. Die Sütterlinstube beteiligte sich an den Kosten eines Jubiläumsbandes über die Geschichte des Museumsdorfes Volksdorf aus Anlass dessen 60. Jubiläums und die Beschaffung von passender Straßenbeleuchtung für das Museumsdorf.
Circa Mitte 2018 stiftete die Sütterlinstube der Ansgarkirche in Hamburg-Langenhorn einen der beiden Entwürfe für ein wahrscheinlich nicht mehr existentes Altar-Triptychon von Anita Rée, die die Kirche von der Kunsthistorikerin Maike Bruhns mit Spendengeldern erwerben wollte, sodass die Kirche nur noch den anderen Entwurf mit Spendengeldern zu finanzieren brauchte. Die beiden Entwürfe tragen die Titel Einzug in Jerusalem und Verhaftung in Gethsemane (auch Judaskuss).

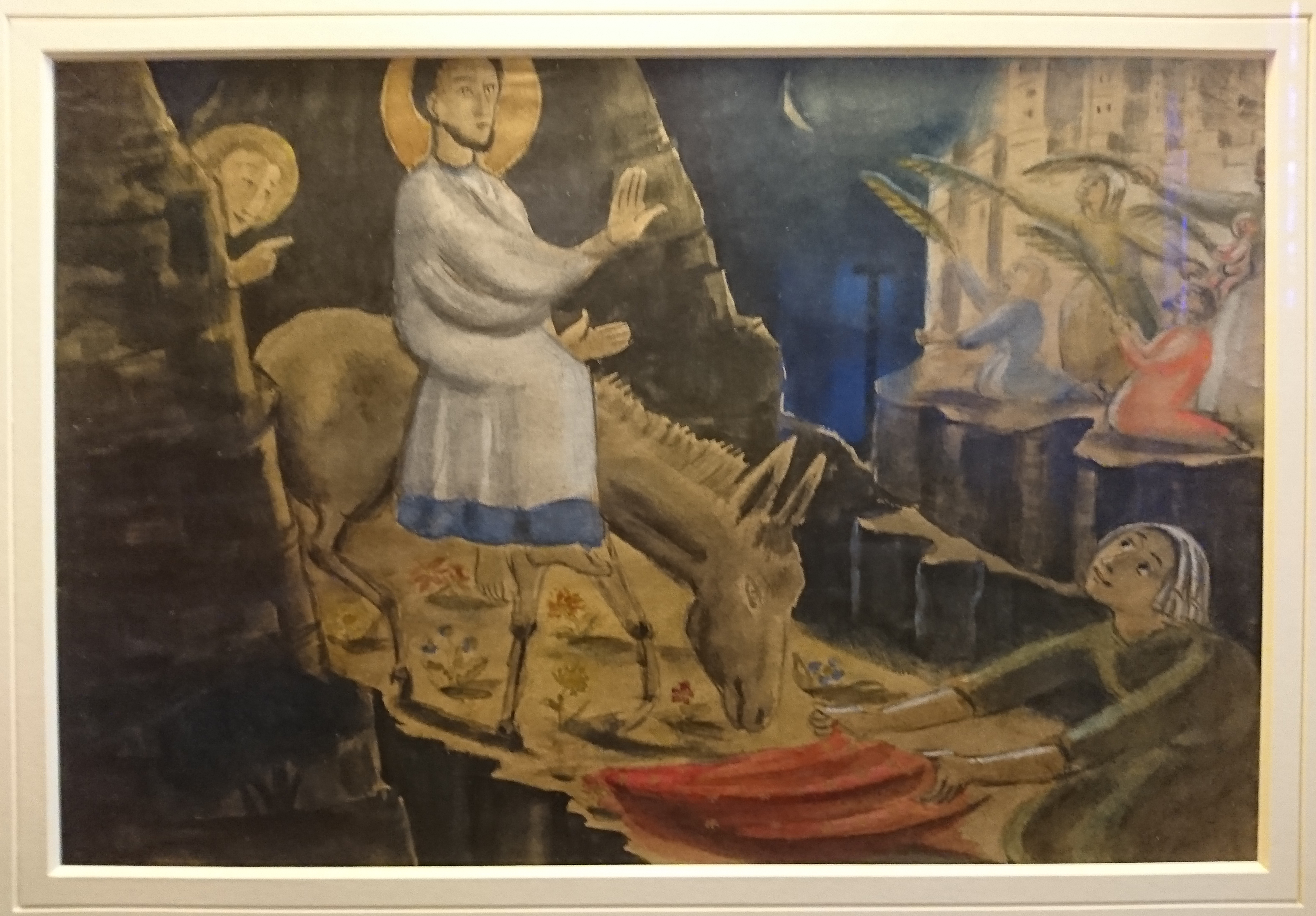
Altarbildentwurf Einzug in Jerusalem
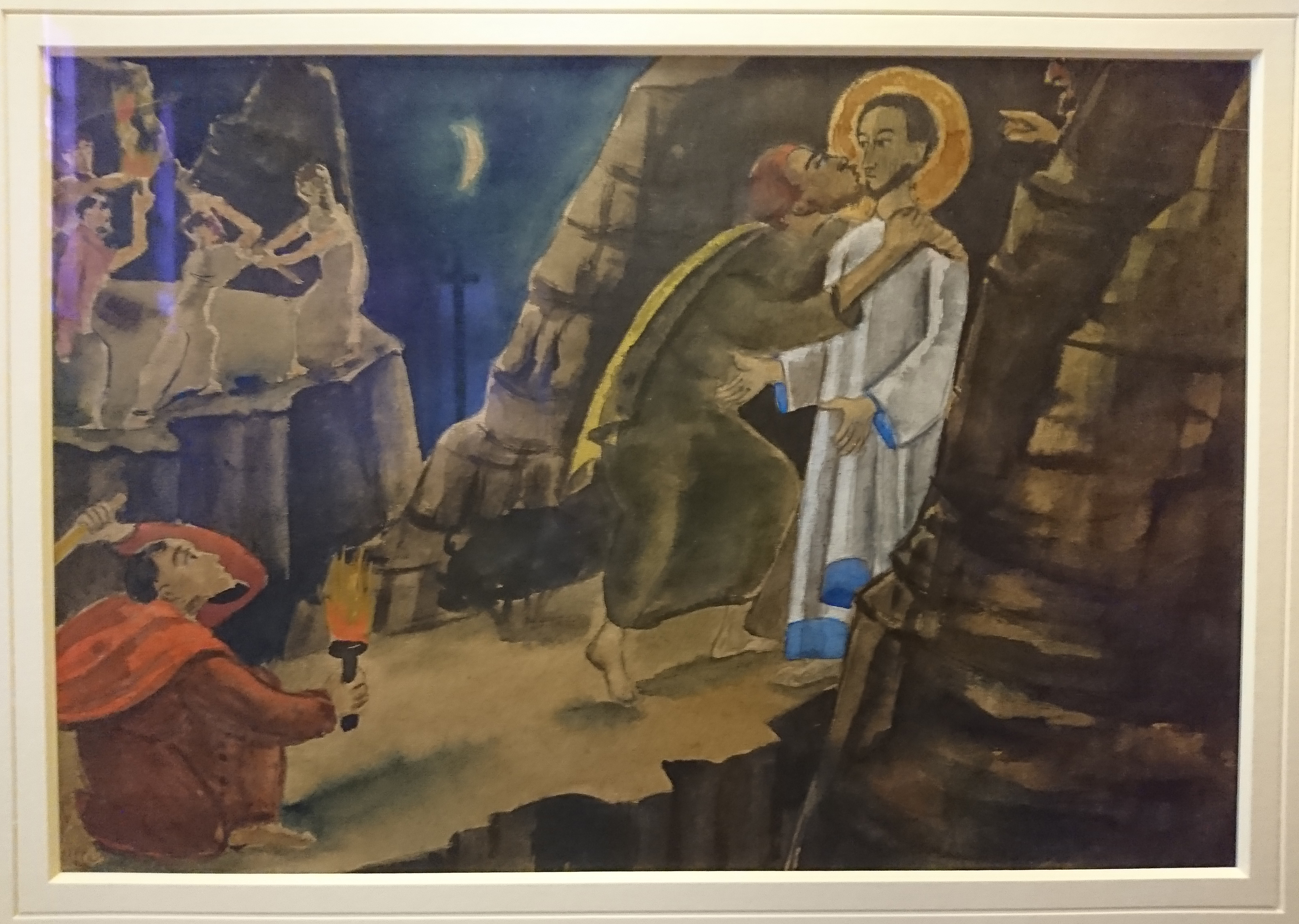
Altarbildentwurf Verhaftung in Gethsemane

## Auszeichnungen
Im Jahr 2017 wurde die Sütterlinstube Hamburg e.V. durch den Hamburger Senat mit der Medaille für treue Arbeit im Dienste des Volkes in Bronze ausgezeichnet. Die Hamburger Kulturstaatsrätin Jana Schiedek, die stellvertretend dem Verein die Medaille verlieh, bezeichnete diesen als eine „in Deutschland einzigartige Institution“.

## Publikationen unter Verwendung der Übertragungen des Vereins (Auswahl)
- Liselotte Mann: Carl von Bloedau. 1804–1886, Selbstverlag, 2004
- Georg Adolf Demmler: Einige Notizen aus meinem Leben, Thomas Helms Verlag, Schwerin 2004, ISBN 978-3-935749-45-9
- Schulrat Gustav Schmidt: Kriegstagebuch 1939–1945, Landesinstitut für Lehrerbildung und Schulentwicklung, Hamburg 2004, ISBN 978-3-452-32312-5
- Johann Martens: Ludwig Otto Ehlers – Der Judenmissionar, Eigenverlag, Freetz 2005
- Alexandra Senfft: Schweigen tut weh – Eine deutsche Familiengeschichte, Claassen-Verlag, Berlin 2007, ISBN 978-3-546-00400-8
- Friedrich Ziegler: Gesamtbericht des Indien-Missionars Friedrich Ziegler, Karlsruhe 2008 (PDF-Datei)
- Friedhelm Kuhlmann: Oscar Fetrás – Es gab mehr als die Mondnacht auf der Alster, Books on Demand, Norderstedt 2008, ISBN 978-3-8370-4834-6
- Frank Grobe: Zirkel und Zahnrad – Ingenieure im bürgerlichen Emanzipationskampf um 1900 – Die Geschichte der technischen Burschenschaft, Universitätsverlag Winter, Heidelberg 2009, ISBN 978-3-8253-5644-6
- Harry Braun, Manfred Gihl: Der Große Hamburger Brand von 1842, Sutton Verlag, Erfurt 2012, ISBN 978-3-86680-996-3
- Peter Kasper: Das Reichsstift Quedlinburg (936–1810) – Konzept – Zeitbezug – Systemwechsel, Vandenhoeck & Ruprecht, Göttingen 2014, ISBN 978-3-8471-0209-0
- Torkel S. Wächter: 32 Postkarten – Post aus Nazi-Deutschland, Acabus Verlag, Hamburg 2014, ISBN 978-3-86282-292-8
- Torkel S. Wächter: Die Ermittlung – Die wahre Geschichte einer deutsch-jüdischen Familie aus Hamburg, Acabus Verlag, Hamburg 2015, ISBN 978-3-86282-378-9
- Sven Bardua: Das Pretziener Wehr an der Elbe, Bundesingenieurkammer, Berlin 2015, ISBN 978-3-941867-16-1
- Elmar Terhorst: Sterne des Jugendlandes: Adolf Kamp – 1907–1981, Verlag Stefan Kronsbein, Krefeld 2015, ISBN 978-3-935526-28-9
- Robert M. Zoske: Flamme sein! Hans Scholl und die Weiße Rose – Eine Biografie, C. H. Beck, München 2018, ISBN 978-3-406-70025-5